# سونامی ۲۰۱۸ تنگه سوندا
سونامی تنگه سوندا ۲۰۱۸ (انگلیسی: 2018 Sunda Strait tsunami) در نتیجه فعال شدن کراکاتوآ در تنگه سوندا در سواحل اندونزی به وجود آمد.

## زمینه
اندونزی در حلقه آتش قرار دارد و به همین دلیل زمین‌لرزه‌های فراوانی را تجربه می‌کند، علاوه بر این، ۱۲۷ آتشفشان فعال در آن وجود دارند. یکی از این آتشفشان‌ها که فعال است کراکاتوآ می‌باشد که در تنگه سوندا واقع شده‌است. در سال ۱۹۲۷ این آتشفشان فعال شد و از دل دریا سر برآورد.